# マルタ自由港

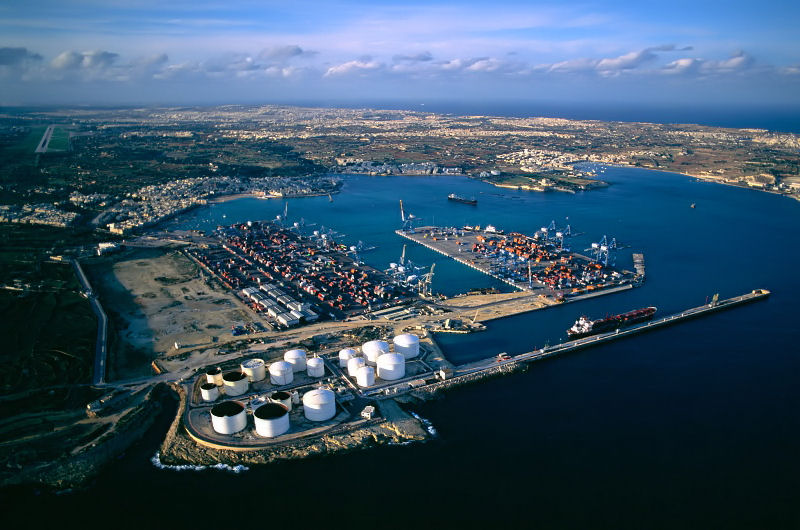
マルタ自由港の上空写真

マルタ自由港（英語：Malta Freeport）は、マルタ島南東のビルゼブジャにある国際港で、2015年では貿易量306万TEUを誇る。ヨーロッパでも重要な港の一つである。元はRAFカラフラーナ(Kalafrana)基地である。
1988年に設立されたマルタ自由港は、地中海地域で初めての船舶輸送ハブ港湾で、地中海地域で3番目に大きな積替えおよび物流センターである。貯油施設とコンテナターミナルを2つ持つ。

## 貿易量のグラフ
TEUの年間推移